# Marcollin
Marcollin és un municipi francès situat al departament de la Isèra i a la regió d'Alvèrnia-Roine-Alps. L'any 2007 tenia 605 habitants.

## Demografia

### Població
El 2007 la població de fet de Marcollin era de 605 persones. Hi havia 223 famílies de les quals 46 eren unipersonals (25 homes vivint sols i 21 dones vivint soles), 59 parelles sense fills, 97 parelles amb fills i 21 famílies monoparentals amb fills.
La població ha evolucionat segons el següent gràfic:
Habitants censats

### Habitatges
El 2007 hi havia 254 habitatges, 223 eren l'habitatge principal de la família, 19 eren segones residències i 12 estaven desocupats. 244 eren cases i 7 eren apartaments. Dels 223 habitatges principals, 180 estaven ocupats pels seus propietaris, 38 estaven llogats i ocupats pels llogaters i 5 estaven cedits a títol gratuït; 3 tenien una cambra, 2 en tenien dues, 18 en tenien tres, 60 en tenien quatre i 140 en tenien cinc o més. 172 habitatges disposaven pel capbaix d'una plaça de pàrquing. A 100 habitatges hi havia un automòbil i a 109 n'hi havia dos o més.

### Piràmide de població
La piràmide de població per edats i sexe el 2009 era:
| Homes | Edats   | Dones |
| ----- | ------- | ----- |
| 0     | 95 o +  | 0     |
| 0     | 90 a 94 | 0     |
| 0     | 85 a 89 | 4     |
| 12    | 80 a 84 | 4     |
| 16    | 75 a 79 | 16    |
| 4     | 70 a 74 | 24    |
| 8     | 65 a 69 | 0     |
| 12    | 60 a 64 | 8     |
| 12    | 55 a 59 | 12    |
| 32    | 50 a 54 | 24    |
| 20    | 45 a 49 | 16    |
| 4     | 40 a 44 | 4     |
| 20    | 35 a 39 | 28    |
| 12    | 30 a 34 | 8     |
| 20    | 25 a 29 | 8     |
| 4     | 20 a 24 | 12    |
| 24    | 15 a 19 | 21    |
| 24    | 10 a 14 | 16    |
| 24    | 5 a 9   | 0     |
| 4     | 0 a 4   | 28    |

## Economia
El 2007 la població en edat de treballar era de 384 persones, 281 eren actives i 103 eren inactives. De les 281 persones actives 258 estaven ocupades (164 homes i 94 dones) i 24 estaven aturades (6 homes i 18 dones). De les 103 persones inactives 26 estaven jubilades, 28 estaven estudiant i 49 estaven classificades com a «altres inactius».

### Ingressos
El 2009 a Marcollin hi havia 227 unitats fiscals que integraven 595 persones, la mediana anual d'ingressos fiscals per persona era de 15.975 €.

### Activitats econòmiques
Dels 20 establiments que hi havia el 2007, 6 eren d'empreses de fabricació d'altres productes industrials, 2 d'empreses de construcció, 3 d'empreses de comerç i reparació d'automòbils, 3 d'empreses de transport, 2 d'empreses d'hostatgeria i restauració, 1 d'una empresa d'informació i comunicació, 2 d'empreses de serveis i 1 d'una empresa classificada com a «altres activitats de serveis».
Dels 4 establiments de servei als particulars que hi havia el 2009, 1 era un taller de reparació d'automòbils i de material agrícola, 1 fusteria, 1 lampisteria i 1 restaurant.
L'únic establiment comercial que hi havia el 2009 era una botiga de menys de 120 m².
L'any 2000 a Marcollin hi havia 20 explotacions agrícoles que ocupaven un total de 650 hectàrees.

## Equipaments sanitaris i escolars
El 2009 hi havia una escola elemental.

## Poblacions més properes
El següent diagrama mostra les poblacions més properes.